# Sonexay Siphandone
Sonexay Siphandone (n. 26 ianuarie 1966) este un politician laoțian care ocupă funcția de prim-ministru al Laosului din 30 decembrie 2022. Membru al Partidului Popular Revoluționar Lao (LPRP), a fost anterior viceprim-ministru între 2016 și 2022. Este fiul fostului președinte al LPRP, Khamtai Siphandone⁠(d), și fratele lui Viengthong Siphandone.

## Carieră politică
La 30 decembrie 2022, parlamentul laoțian l-a aprobat pe Sonexay Siphandone în funcția de prim-ministru (149 de voturi din 151).

## Distincții
- Mare cordon al Ordinului Soarelui Răsare (2025)[5].